# Юндыяха
Юндыяха (также Юнды-Яха, Юнетаяха) — река в России, протекает по территории Ямальского района Ямало-Ненецкого автономного округа, на полуострове Ямал. Длина реки — 98 км.
Река вытекает из озера Мядолавато в западной части полуострова Ямал на высоте 3 м над уровнем моря. В верховьях течёт на юго-запад, затем поворачивает на северо-запад, протекает по тундровой местности с развитым термокарстом. Активно меандрирует. В бассейне большое количество некрупных озёр и болот. Перед устьем образует обширную дельту вместе с рекой Надуйяха, с которой на одном участке происходит бифуркация. Впадает несколькими рукавами в пролив Шарапов Шар Карского моря. Река испытывает приливно-отливные течения. Перед устьем ширина реки достигает 150 м, а глубина — 3 м.
Основной приток — река Тадъяха длиной 12 км, впадает слева.

## Данные водного реестра
По данным государственного водного реестра России относится к Нижнеобскому бассейновому округу, водохозяйственный участок — реки бассейна Карского моря от западной границы бассейна реки Большая Ою до мыса Скуратова, речной подбассейн реки — подбассейн отсутствует. Речной бассейн реки — Реки бассейна Карского моря междуречья Печоры и Оби.
Код объекта в государственном водном реестре — 15010000112115300039676.